# 普里列德尼科沃耶湖
普里列德尼科沃耶湖（英語：Prilednikovoye Lake），是南極洲的湖泊，位於毛德皇后地的阿斯特里德公主海岸，處於秋列尼角西南面2.3公里的席爾馬赫山，現時由南極條約體系管理。